# Nicolae Petrescu
Nicolae Petrescu (ur. 12 lub 25 czerwca 1886 w Bukareszcie, zm. 13 października 1954) – rumuński filozof, socjolog i antropolog społeczny; członek korespondent Akademii Rumuńskiej.
Nicolae Petresecu jest autorem 11 książek oraz wielu artykułów z zakresu filozofii, socjologii oraz antropologii. Swoje prace pisał w językach niemieckim, angielskim i rumuńskim. Liczne artykuły publikował przede wszystkim na łamach rumuńskich czasopism, m.in. z „Revista de Filosofie”, „Analele de Psihologie” i „Revista Fundațillor Regale”. Z wielu kierunków i szkół w naukach społecznych pierwszej połowy XX wieku, wpływ na jego prace wywarły m.in. dyfuzjonizm i ewolucjonizm.

## Dzieła
- 1911 – Glanvill und Hume (Berlín: Universitäts – Buchdruckerei von Gustav Schade)
- 1912 – Zur Begriffsbestimmung der Philosophie (Berlin: Verlag Leonhard Simion Nf.)
- 1912 – Gedanken und Winke (Berlin: Verlag Leonhard Simion Nf.)
- 1914 – Die Denkfunktion der Verneinung (Lipsk-Berlin: Verlag B. G. Teubner)
- 1920 – The Twofold Aspect of Thought (Londyn: Watts and Co.)
- 1921 – Thoughts on War and Peace (Londyn: Watts and Co.)
- 1921 – Fenomene sociale în Statele-Unite (Bukareszt: Cultura Națională)
- 1922 – Introducere în studiul comparativ al societății (Bukareszt: Tiparul Românesc)
- 1923 – Opere filosofice de Vasile Conta (Bukareszt: Editura „Cartea Românească”)
- 1924 – The Principles of Comparative Sociology (Londyn: Watts and Co.)
- 1929 – The Interpretation of national Differentiations (Londyn: Watts and Co.)
- 1931 – Teoria Statului la Hegel, w: Revista de Filosofie (Bukareszt)
- 1933 – Sociologia ca disciplină filosofică, w: Revista de Filosofie (Bukareszt)
- 1938 – Thomas Hobbes (Bukareszt: Societatea Română de Filosofie)
- 1938 – Psihologia popoarelor primitive, w: Analele de Psihologie (Bukareszt)
- 1939 – Difuziunea Civilizației, w: Revista Fundațillor Regale (Bukareszt)
- 1944 – Primitivii. Organizare-Instituții, credințe-mentalitae (Bukareszt: Casa Școalelor). Wydanie II poprawione ze wstępem I. Oprișana – 2003 (Bukareszt: Saeculum I. O.).